# Петър Петров (актьор)
Вижте пояснителната страница за други личности с името Петър Петров.
Петър Петров е български актьор.

## Филмография
- „Брачни шеги“ (1989) – бай Пешо (в III новела – „Чао, любов моя“)
- „Време за път“ (5-сериен тв, 1987) – (в 2 серии: I и V)
- „Почти вълшебно приключение“ (2-сериен тв, 1986)
- „Опасен чар“ (тв, 1984) – чичото на Боряна
- „Златната река“ (1983)
- „Царска пиеса“ (1982) – Давид, разпоредител в театъра
- „Бал на самотните“ (1981)
- „Капитан Петко войвода“ (12-сер. тв, 1981) – продавачът на оръжие (в I серия)
- „Хайде, дядовци!“ (тв, 1981)
- „Нощните бдения на поп Вечерко“ (тв, 1980) (не е посочен в надписите на филма)
- „Войната на таралежите“ (1979) – дядото на Камен[1]
- „Момичето и змеят“ (1979) – професор сеизмолог
- „Компарсита“ (1978)
- „Покрив“ (1978)[2] – пазачът бай Кольо
- „С любов и нежност“ (1978) – бай Петко[3]
- „Белият път“ (1978)
- „100 тона щастие“ (1977)[4] – дежурният Мавров
- „Лъжовни истории“ (1977) – дядо Данчо (в новелата „5+1“)[5]
- „Записки по българските въстания“ (13-сер. тв, 1976 – 1980) – бай Ангел (в 2 серии: II, III)
- „Спомен за близначката“ (1976) - кметът